# ハインツ・フィッシャー
ハインツ・フィッシャー（Heinz Fischer、1938年10月9日 - ）は、オーストリアの政治家。オーストリア社会民主党所属。同国連邦大統領（2期、在任2004年 - 2016年）。

## 略歴
- 1938年、グラーツで生まれる
- 1961年、ウィーン大学法学博士
- 1978年、インスブルック大学政治学部教授
- 1990年 - 2002年、国民議会議長
- 2004年 - 連邦大統領に選出される
- 2010年、連邦大統領選挙で再選される
- 2016年、連邦大統領を退任